# Goldbaum und Silberbaum
Goldbaum und Silberbaum ist ein schottisches Volksmärchen (ATU 709, Schneewittchen) aus der Sammlung Keltische Märchen (Celtic Fairy Tales, London 1892, S. 89) des Folkloristen Joseph Jacobs. Es gibt verschiedene Varianten des Märchens, Konstanten sind die Forelle und die Vergiftungsversuche. Inspiration für diese Märchen war wohl Eliduc, das zwölfte und letzte der Lais in der Sammlung, die Marie de France um 1170 auf Anglonormannisch in achtsilbigen Verspaaren aufschrieb. Andere Märchen dieser Art sind Bella Venezia, Nourie Hadig, La petite Toute-Belle und Myrsina.

## Handlung
Ein König hatte eine Frau, genannt Silberbaum, und eine Tochter, genannt Goldbaum. Eines Tages gingen sie an einem Teich vorbei und Silberbaum fragte eine Forelle, ob sie die schönste Königin der Welt sei, woraufhin die Forelle sagte, Goldbaum sei schöner. Silberbaum war blind vor Wut und legte sich daheim ins Bett. Sie schwor, dass sie erst wieder gesund würde, wenn sie das Herz und die Leber von Goldbaum zu essen bekäme. Der Sohn des Königs eines anderen Landes hatte zwischenzeitlich um die Hand der Tochter angehalten, also stimmte der Vater zu und schickte Goldbaum weg; dann gab er seiner Frau das Herz und die Leber eines Ziegenbocks, wonach sie von ihrem Bett aufstand.
Ein Jahr später kehrte Silberbaum zu der Forelle zurück und fragte abermals, ob sie denn die schönste Königin sein. Diese sagte ihr jedoch wieder, dass Goldbaum noch schöner wäre und mit einem Prinzen im Ausland verheiratet sei. Mit dem Schiff des Königs machte sie sich auf den Weg, um nach ihrer Tochter zu suchen. Die Tochter erfuhr davon, der Prinz war jedoch auf der Jagd. Die Diener halfen ihr, indem sie sie in einen Raum einschlossen, damit sie mit ihrer Mutter nicht in Kontakt käme. Die Mutter überredete ihre Tochter jedoch, den kleinen Finger durch das Schlüsselloch zu stecken und die Mutter stach mit einer vergifteten Nadel zu. Als der Prinz heimkehrte, fand er Goldbaum tot im Zimmer. Er begrub sie jedoch nicht, sondern ließ sie aufbahren und verschloss das Zimmer.
Nachdem der Prinz ein zweites Mal geheiratet hatte, bewegte sich diese Frau innerhalb des ganzen Hauses, außer des verschlossenen Zimmers. Eines Tages vergaß der Prinz den Schlüssel und seine Frau betrat das Zimmer, in dem sie die aufgebahrte Goldbaum fand. Wegen ihrer Schönheit wirkte sie schlafend und die Frau versuchte, sie zu wecken. Als sie die Nadel im Finger sah, zog sie sie heraus und Goldbaum erwachte. Als der Prinz am Abend heimkehrte, überraschte seine Frau ihn mit dieser Nachricht. Aufgrund seiner Freude bot seine Frau an, ihn zugunsten Goldbaums zu verlassen. Der Prinz lehnte ab und wollte mit beiden Frauen zusammen leben.
Nach einem Jahr ging Silberbaum abermals zu der Forelle, die ihr wieder erzählte, dass Goldbaum schöner sei und lebte. Wieder machte sich Silberbaum mit dem Schiff auf den Weg zu ihrer Tochter. Der Prinz war wieder auf der Jagd und Goldbaum hatte Angst. Doch die zweite Frau meinte, dass die beiden sich treffen müssen. Nach ihrer Ankunft bot Silberbaum ihrer Tochter ein vergiftetes Getränk zur Begrüßung an. Die zweite Frau sagte, es sei Brauch, dass die Person, die das Getränk anbot, auch den ersten Schluck näme. Silberbaum setzte das Getränk an den Mund und die zweite Frau half nach, so dass einige Tropfen in ihre Kehle gelangten, wonach sie tot umfiel. Sie begruben sie und alle lebten danach lange Jahre friedlich und zufrieden.

## Veröffentlichungen
- Goldbaum und Silberbaum. In: Keltische Märchen aus Schottland / übertragen von Ursula Clemen nach berühmten schottischen Märchensammlungen. Albatros, Düsseldorf 2008, ISBN 978-3-491-96223-1, S. 92–96.
- Goldbaum und Silberbaum. In: Keltische Märchen: Zum Erzählen und Vorlesen, Heinrich Dickerhoff (Hrsg.), Königsfurt-Urania, Krummwisch 2012, ISBN 978-3-86826-033-5, S. 30–35.
- Christiane Agricola (übers. und hrsg.): Schottische Volksmärchen, Insel Verlag, Frankfurt am Main und Leipzig 1991, S. 76–79, 526.